# Neuville-Saint-Vaast
Neuville-Saint-Vaast település Franciaországban, Pas-de-Calais megyében. Lakosainak száma 1626 fő (2022. január 1.). Neuville-Saint-Vaast Vimy, Anzin-Saint-Aubin, Carency, Écurie, Givenchy-en-Gohelle, Marœuil, Mont-Saint-Éloi, Roclincourt, Sainte-Catherine, Souchez és Thélus községekkel határos. A közelében található a franciaországi legnagyobb első világháborús német katonai temető

## Népesség
A település népességének változása:
| Lakosok száma | 1505 | 1493 | 1540 | 1526 | 1549 | 1571 | 1594 | 1603 | 1626 |
|               | 2013 | 2015 | 2016 | 2017 | 2018 | 2019 | 2020 | 2021 | 2022 |